# Rektoskopi

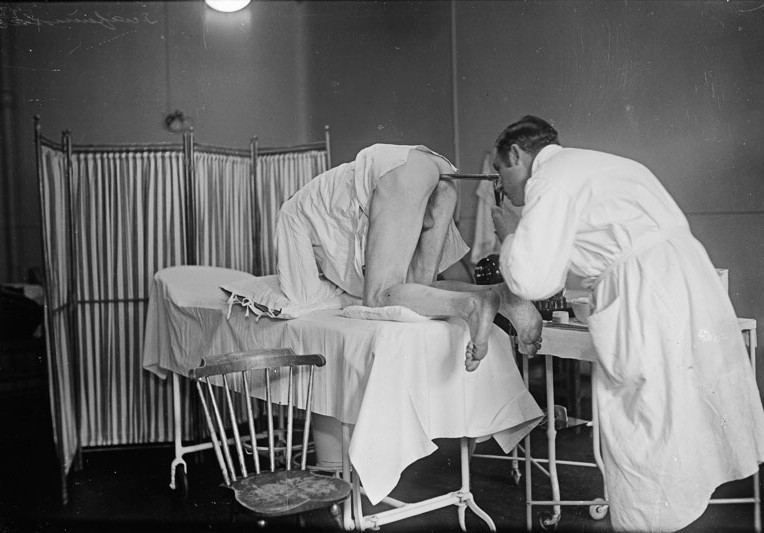
En rektoskopiundersökning vid Serafimerlasarettet omkring 1915.

Rektoskopi är en undersökning av ändtarmen med hjälp av ett endoskop som läkaren går in med via analöppningen. Undersökningen utförs med patienten liggande på vänster sida. Man kan med hjälp av en rektoskopi se sjukliga förändringar på en gång. Man kan även ta vävnadsprover med hjälp av endoskopet vid behov.